# 마리안 알바레스
마리안 알바레스(Marian Álvarez, 1978년 4월 1일 ~ )는 스페인의 배우이다.

## 출연 작품
- 스틸 더 머니: 314 비밀금고 - 크리스티나 역
- 다잉